# Municipio de Huatusco
El municipio de Huatusco es uno de los 212 municipios que conforman el estado mexicano de Veracruz. El municipio de Huatusco se localiza en la región montañosa central del estado de Veracruz. La distancia aproximada por carretera desde la ciudad de Huatusco a las ciudades de Xalapa y de Veracruz es de 88 km y 120 km respectivamente. Su cabecera es la localidad de Huatusco de Chicuellar.
Durante la Independencia de México, en el municipio y principalmente en la ciudad de Huatusco, se desarrollaron numerosos levantamientos y rebeliones en contra del ejército realista, apostado tiempo atrás en la zona y principalmente en la ciudad. Estas rebeliones fueron punto clave para que el movimiento insurgente en el estado de Veracruz comenzara a desarrollarse. Por esta razón, el congreso de Chilpancingo, nombró a Huatusco en 1813, "Capital de la insurgencia en el estado de Veracruz".
Por estas tierras pasaron personajes históricos como Hernán Cortés, el virrey de la Nueva España José de Iturrigaray, el general y primer presidente del México independiente Guadalupe Victoria, el brigadier Nicolás Bravo, el Presidente de México Benito Juárez y el emperador Maximiliano de Habsburgo, entre otros más.
La región de Huatusco es la mayor productora de café en todo el estado de Veracruz. Debido a su privilegiada situación geográfica y los factores como el suelo, tipo de clima y la altitud, hacen que el café huatusqueño presente las características exactas de un buen café de altura. Huatusco pertenece a la denominada "Ruta Veracruzana del Café"
Actualmente, la ciudad de Huatusco representa un polo de desarrollo importante para la región, ya que brinda diferentes servicios a municipios como Coscomatepec, Totutla, Sochiapa, Tlaltetela, Tlacotepec, Calcahualco, Alpatlahuac, Tepatlaxco, Tenampa, Comapa, Zentla, Ixhuatlán del Café, Puente Nacional,  e inclusive municipios del estado de Puebla como Chichiquila.
En diciembre de 2013, se inauguró el primer museo de la ciudad, localizado en los bajos del palacio municipal, este espacio da albergue a piezas arqueológicas, documentos y cuadros del siglo XIX y siglo XX, mismos que dan a conocer parte de la historia de este municipio.

## Toponimia
De acuerdo con el códice Mendoza el glifo de "Cuauhtochco" consta de un árbol, y en su tronco un conejo, que no tiene la apariencia de uno, sino de un cuadrúpedo carnicero, quizá el "ocotochtli" (gato montés).
Por lo tanto quizá el significado más certero para "Cuauhtochco" es "Lugar de los gatos monteses" 

## Heráldica del Escudo

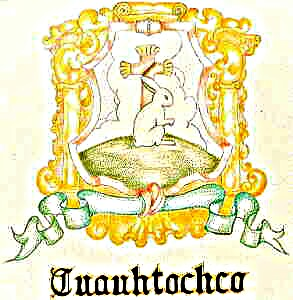
Escudo del municipio de Huatusco

El escudo tiene su origen en el código mendocino, el follaje hace notar la abundancia de la vegetación de la región, en el centro, con nubes blancas, representan la abundancia de lluvia, el azul significa el tiempo esplendoroso, un conejo que significa fertilidad, sobre un montículo de pasto verde representa el teocalli del lugar, en la parte superior del conejo está situado el árbol de la vida con tres ramas que indican la religión, las artes y las ciencias, las otras ramas más pequeñas indican las virtudes.

## Historia
El territorio que actualmente ocupa el municipio de Huatusco data del año 1327, cuando un grupo de Tlaxcaltecas fundaron el “Gran Señorío de Cuauhtochco” (del náhuatl “En el lugar de los conejos) y con él varios poblados entre ellos Otlaquiquistla (lengua náhuatl que significa “Lugar de las trompetas de Bambú”) que siglos después sería la actual ciudad de Huatusco de Chicuellar (Aguirre, 1940). La región fue ocupada sucesivamente por dos grandes ramas de la familia nahuatlaca. De los primeros no se tiene un registro certero, pero se cree que fueron los toltecas, de los segundos, se sabe que fueron los teochichimecas, los mismos que fundaron la república de Tlaxcallan mejor conocidos como tlaxcaltecas. La población con la que contaba el mencionado señorío no superaba los cinco mil habitantes. Para el año de 1457, el mexica Moctezuma Ilhuicamina conquistó la región, incluido el pueblo de Otlaquiquistla y Tototlán.
Algunos autores se refieren, que la cabecera del “Señorío de Cuauhtochco” se encontraba en el territorio que actualmente ocupa el municipio de Carrillo Puerto mismo que a la llegada y conquista de los españoles, el señorío se convierte en corregimiento y se denomina “Santiago Cuauhtochco”. Con el paso de los años, dicho corregimiento pierde importancia y la cabecera del mismo se pasa al pueblo de Otlaquiquistla que con la llegada de los españoles el pueblo ya gozaba de gran importancia, esto debido a que se localizaba en la importante ruta comercial entre el golfo y el recién descubierto Tenochtitlán. En ese tiempo se le conocía como “San Antonio Otlaquiquistla del corregimiento de Cuauhtochco”. Otros autores como el importante antropólogo Gonzalo Aguirre Beltrán en su trabajo titulado: "El señorío de Cuauhtochco; Luchas Agrarias Durante el Virreinato" de 1940, no hace mención de tal suceso. Por su parte refiere que el señorío de Cuauhtochco se encontraba estructurado en dos grandes e importantes centro de población: Cuauhtochco (lugar situado a dos kilómetros al sur del cerro de Acatepec (cerro de los carrizos) un volcán de cráter-lago extinto y del pueblo de Otlaquiquistla, hoy la actual ciudad de Huatusco. El otro centro de población era Tototlán (hoy Totutla). Existían en el señorío además pueblos de importancia menor tal es el caso de Comapan (Comapa), Ohuapan, Acolcuautla y Cuitlatepec (Tenampa).
A partir de 1670 la cabecera del corregimiento se le conoce simplemente como “San Antonio Cuauhtochco o San Antonio Huatusco” perdiendo así el nombre original de la población. El corregimiento, fue durante todo el siglo XVI el principal centro de población de la zona, y abarcaba gran parte de los actuales municipios de la zona centro del estado desde la región de Córdoba-Orizaba hasta la zona del Puerto de Veracruz. En 1778, al cambiar el sistema administrativo del país se constituyen las intendencias divididas en subdelegaciones, Huatusco quedó formando parte de la provincia de Córdoba, perteneciente a la intendencia de Veracruz (Aguirre, 1940; Ramos, 1997).

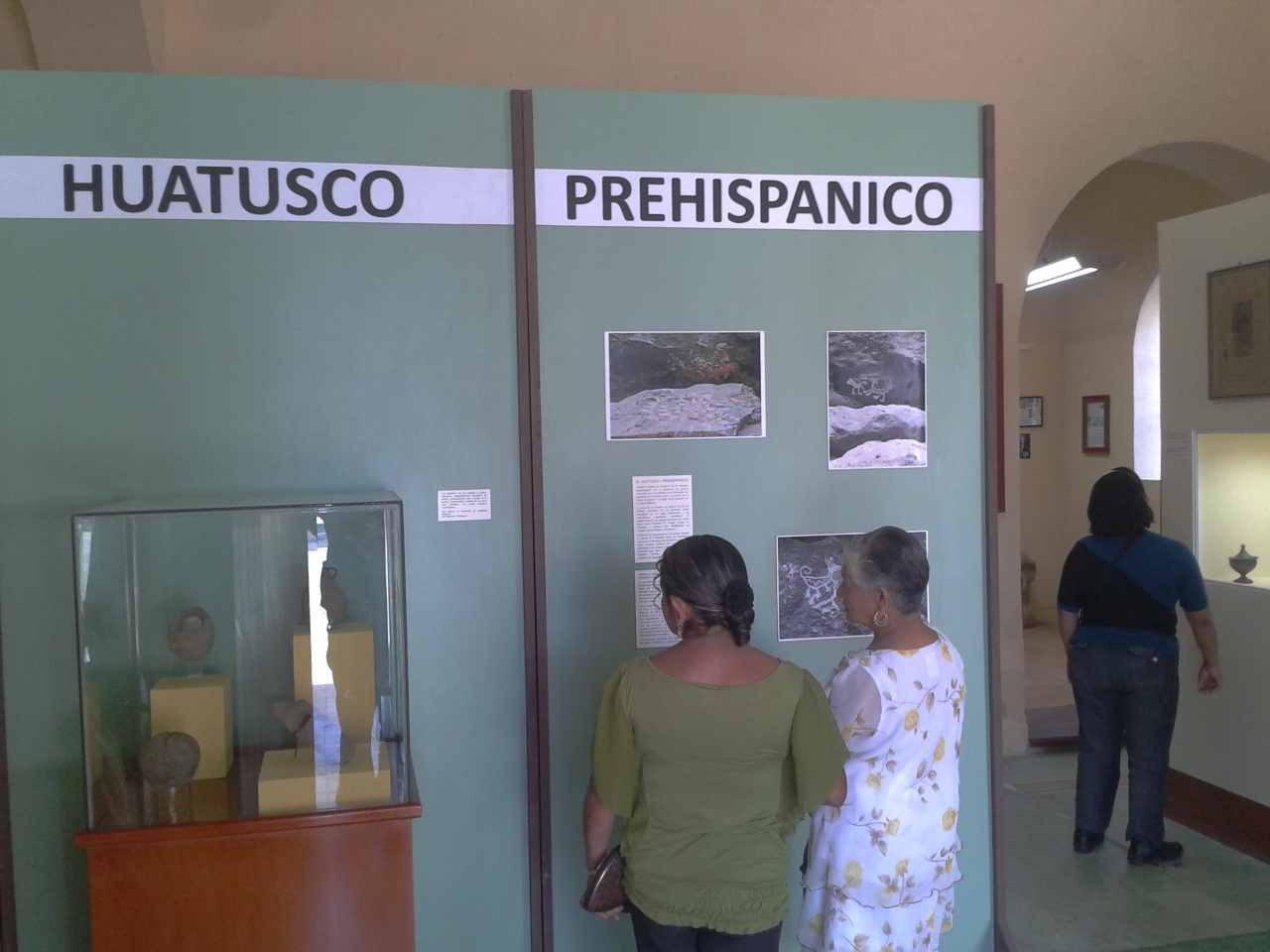
Museo de la ciudad de Huatusco inaugurado en el año 2013

El General Guadalupe Victoria aquí formó el célebre batallón de la "República".
Cuando Guadalupe Victoria llegó a ser presidente de la República y sabedor de que el H. Ayuntamiento de Huatusco quería darle a la población de su nombre, el presidente les envió la siguiente carta:

«Mi afecto hacia Huatusco es bien conocido de u.s. y que se ha fundado en los relevantes testimonios que dio a la patria de su singular adhesión a la causa de la libertad en los tristes días en que fuimos revueltos en una serie continua de desgracias. Fui testigo de sus sacrificios; en Huatusco se apoyaron mis planes de campaña; a sus hijos debí auxilios incesantes. La patria y yo les estamos siempre agradecidos.
Sírvase u.s. explicar a todos los habitantes de Huatusco, que hasta donde me sea posible contribuiré a elevarlo como tiene merecido, y que el nombre de Huatusco debe conservarse porque es un título de gloria y honor.»

En épocas del presidente Benito Juárez, el entonces caudillo Porfirio Díaz se había revelado contra Juárez y con la bandera de la no reelección incentivaba el alzamiento en diversos puntos del país. También los conservadores y el clero estaban en contra de Juárez y veían positivos los alzamientos. En los poblados veracruzanos de Tierra Quemada, Huatusco y Perote hubo varios levantamientos contra el gobierno de Juárez durante los años de 1868 y 1869.
El decreto del 12 de diciembre de 1830, número 187, concedió el título de Villa al pueblo San Antonio Huatusco y el decreto número 25 del 21 de junio de 1880 le dio a la Villa de Huatusco el título de ciudad.

### Migración Italiana a la zona de Huatusco
A finales del siglo XIX, llegaron oleadas de inmigrantes Italianos a este poblado procedentes de la región de Trento y del Veneto, en especial al municipio de Zentla donde se asentaron para empezar a trabajar las labores del campo y se fundó la colonia “Manuel González” con familias de inmigrantes italianos
Hoy en día, muchos italo-mexicanos siguen residiendo en las ciudades fundadas por sus antepasados. Estas ciudades se encuentran en los estados de Veracruz, Puebla y San Luis Potosí. El italo-mexicano se ha originado en la experiencia común de la migración desde Italia a finales de 1800, un período caracterizado por una más general diáspora italiana en las Américas (en virtud de las presiones de la transformación económica y el proceso de unificación italiana en un Estado-nación en 1861), y el establecimiento de comunidades, principalmente en el centro y al occidente de México.
También se asentaron un pequeño grupo de Alemanes entre finales del siglo XIX y principios del siglo XX atraídos por la bonanza del café y sus beneficios cafetaleros.

## Huatusco capital del estado de Veracruz
El 31 de mayo de 1847, debido a la Intervención estadounidense en México y su avance en el estado de Veracruz y a la ciudad capital Xalapa, la Legislatura Local mediante el decreto número 17, solicitó que el Gobierno Estatal, en ese entonces encabezado por el gobernador Juan Soto Ramos debía trasladarse a la ciudad de Huatusco. Los norteamericanos permanecieron en Xalapa hasta junio de 1847, fecha en que el Ayuntamiento solicitó el retorno de los poderes del Estado a esta ciudad, para organizar la administración pública.

## Huatusco y el cultivo del café
La sociedad Huatusqueña ha estado ligada durante más de un siglo a la cultura del café, uno de los principales motores económicos, desde el siglo XIX cuando existía el Cantón de Huatusco que abarcaba ocho municipios, entre ellos el de Huatusco, que fungía como cabecera del mismo; también estaban Axocuapan, Comapa, Sochiapa, Tenampa, Tlacotepec de Mejía, Totutla y Zentla. Hacia 1879 los productores importantes de café en el cantón de Huatusco eran los siguientes: La cuchilla de Prudencio Solleiro, Xocotla y Actopan de Anastasio Pesado, la Mesa del Señor de Manuel M. Sousa, Cinco de Mayo (Chicoasén) de Joaquín Rincón, El Mirador de Florentino Sartorius, dando una producción anual entre todos de 4352 quintales de café . En 1882 se reportaron tan sólo 33 fincas de café en el cantón, y en 1890 los censos registraron 2270 productores de café, como “propietarios de buenas costumbres en general, trabajadores y progresistas”, según los calificaba el jefe del cantón, Pascual Villarauz. Esto explica el inusitado crecimiento de 3% en la tasa de población, en la primera década del siglo XX.

A fines de siglo, la cafeticultura estaba introducida hasta en los más recónditos lugares del cantón de Huatusco. El café había dado un giro completo a la sociedad huatusqueña que, a partir de las riquezas que este aromático generó, el municipio se convirtió en el eje de la economía del lugar y hasta la fecha sigue moviendo económicamente la región exportando café de alta calidad principalmente a Europa, Estados Unidos y Canadá. Aunque en los últimos años la producción ha bajado considerablemente debido a diferentes razones como la pérdida del gran mercado por ese motivo los precios del mercado actual, recientemente algunos agricultores están optando por otros cultivos como la caña de azúcar, el aguacate, la macadamia o el Bambú.

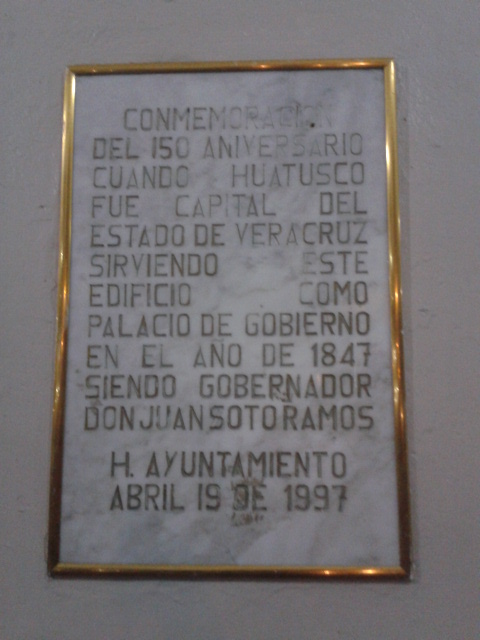
Placa conmemorativa localizada en los bajos del palacio municipal de Huatusco

]

## Datos Geográficos
Huatusco se localiza en la zona montañosa central del estado de Veracruz, entre los paralelos 19° 4′ y 19° 13′ de latitud norte y los meridianos 96° 41′ y 97° 4′ de longitud oeste, a una altitud que varía de entre los 400 m s. n. m. hasta los 2,000 m s. n. m.

### Límites políticos
|                                        | Norte: Estado de Puebla, Totutla y Tlaltetela |                                 |
| Oeste: Coscomatepec y Estado de Puebla |                                               | Este: Sochiapa, Comapa y Zentla |
|                                        | Sur: Tepatlaxco e Ixhuatlán del Café          |                                 |

### Climatología
Huatusco tiene un clima semicálido húmedo con lluvias en verano.
| Parámetros climáticos promedio de Centro Regional Huatusco | Parámetros climáticos promedio de Centro Regional Huatusco | Parámetros climáticos promedio de Centro Regional Huatusco | Parámetros climáticos promedio de Centro Regional Huatusco | Parámetros climáticos promedio de Centro Regional Huatusco | Parámetros climáticos promedio de Centro Regional Huatusco | Parámetros climáticos promedio de Centro Regional Huatusco | Parámetros climáticos promedio de Centro Regional Huatusco | Parámetros climáticos promedio de Centro Regional Huatusco | Parámetros climáticos promedio de Centro Regional Huatusco | Parámetros climáticos promedio de Centro Regional Huatusco | Parámetros climáticos promedio de Centro Regional Huatusco | Parámetros climáticos promedio de Centro Regional Huatusco | Parámetros climáticos promedio de Centro Regional Huatusco |
| Mes                                                        | Ene.                                                       | Feb.                                                       | Mar.                                                       | Abr.                                                       | May.                                                       | Jun.                                                       | Jul.                                                       | Ago.                                                       | Sep.                                                       | Oct.                                                       | Nov.                                                       | Dic.                                                       | Anual                                                      |
| ---------------------------------------------------------- | ---------------------------------------------------------- | ---------------------------------------------------------- | ---------------------------------------------------------- | ---------------------------------------------------------- | ---------------------------------------------------------- | ---------------------------------------------------------- | ---------------------------------------------------------- | ---------------------------------------------------------- | ---------------------------------------------------------- | ---------------------------------------------------------- | ---------------------------------------------------------- | ---------------------------------------------------------- | ---------------------------------------------------------- |
| Temp. máx. abs. (°C)                                       | 31                                                         | 30                                                         | 32.5                                                       | 35.0                                                       | 36                                                         | 35.5                                                       | 35                                                         | 29                                                         | 28                                                         | 31                                                         | 30                                                         | 29.5                                                       | 36                                                         |
| Temp. máx. media (°C)                                      | 19.3                                                       | 20.5                                                       | 22.7                                                       | 25                                                         | 26.1                                                       | 25.3                                                       | 24.2                                                       | 24.5                                                       | 23.9                                                       | 22.7                                                       | 21.4                                                       | 19.7                                                       | 22.9                                                       |
| Temp. mín. media (°C)                                      | 2                                                          | 5                                                          | 1.2                                                        | 12.1                                                       | 13.8                                                       | 14.5                                                       | 13.3                                                       | 13.3                                                       | 13.8                                                       | 12.3                                                       | 9.7                                                        | 4.1                                                        | 9.7                                                        |
| Temp. mín. abs. (°C)                                       | -3                                                         | -2                                                         | -4                                                         | 1.3                                                        | 8                                                          | 9                                                          | 8.5                                                        | 8                                                          | 8.5                                                        | 1                                                          | -2                                                         | -3                                                         | -3                                                         |
| Precipitación total (mm)                                   | 55.3                                                       | 39.5                                                       | 52.2                                                       | 70.2                                                       | 133.2                                                      | 317.7                                                      | 348.8                                                      | 318.0                                                      | 364.1                                                      | 169.3                                                      | 83.8                                                       | 51.2                                                       | 2003.3                                                     |
| Fuente: Servicio Meteorológico Nacional 1 de marzo de 2009 |                                                            |                                                            |                                                            |                                                            |                                                            |                                                            |                                                            |                                                            |                                                            |                                                            |                                                            |                                                            |                                                            |

### Hidrografía
El municipio pertenece a la región hidrológica del Papaloapan y este a su vez a la cuenca del Río Jamapa y del río La Antigua.
El municipio se encuentra regado por una red de pequeños ríos, tributarios del río Jamapa, además de un afluente que pasa por la localidad de Elotepec que aguas abajo forma parte del río de Los pescados.
Dentro de los ríos que por su caudal corren a lo largo del territorio podemos mencionar los siguientes: 
- El río Jamapa con una extensión de 146 km, es un río perenne (que lleva agua todo el año) que nace en estribaciones del volcán del pico de Orizaba o Citlaltépetl, es el límite natural que divide a los municipios de Ixhuatlán del Café y Tepatlaxco con el municipio de Huatusco.

- El río Negro, que recorre por las comunidades de Sabanas y Capulapa.

- El Río Zonzo o Tonto, pequeño río intermitente que nace en las estribaciones del cerro de Ixpila.

- El río 5 de mayo, que se localiza en la comunidad del mismo nombre y de Amatiopa. De este río se abastece la población de la cabecera

municipal para el servicio del consumo agua potable. 
- El río de Dos Puentes, este río se localiza en el límite con el municipio de Sochiapa, e n las comunidades de Tepepzingo, Tlavictepan y Sochibebeca.

- La Cuchilla o Axol, formado por la unión de los arroyos de Ojo de Agua y localizados al suroeste de a ciudad.

- El Citlalapa, (lugar de las estrellas escondidas)es un río intermitente que fluye desde la comunidad de Coxolo y baja por el lado Norte de la ciudad hasta llegar a la comunidad de Sabanas.Laguna de Santo Domingo rodeada de un espeso bosque mesofilo

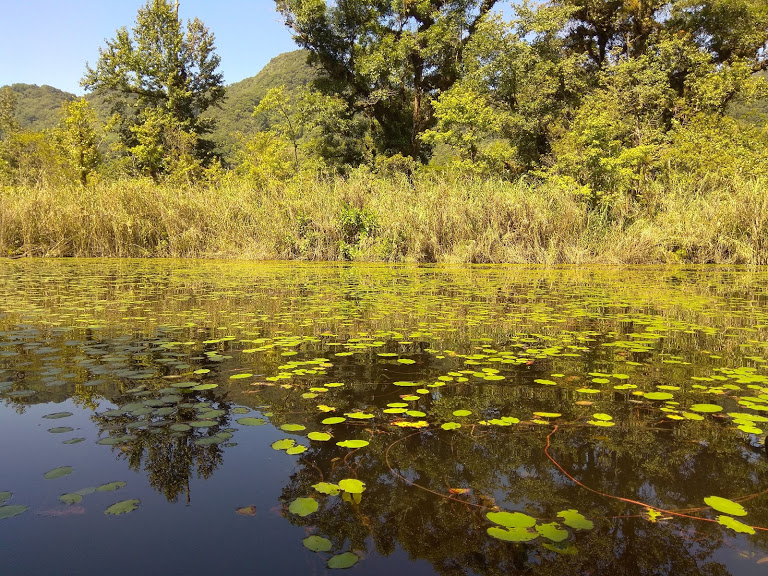
Laguna de Santo Domingo rodeada de un espeso bosque mesofilo

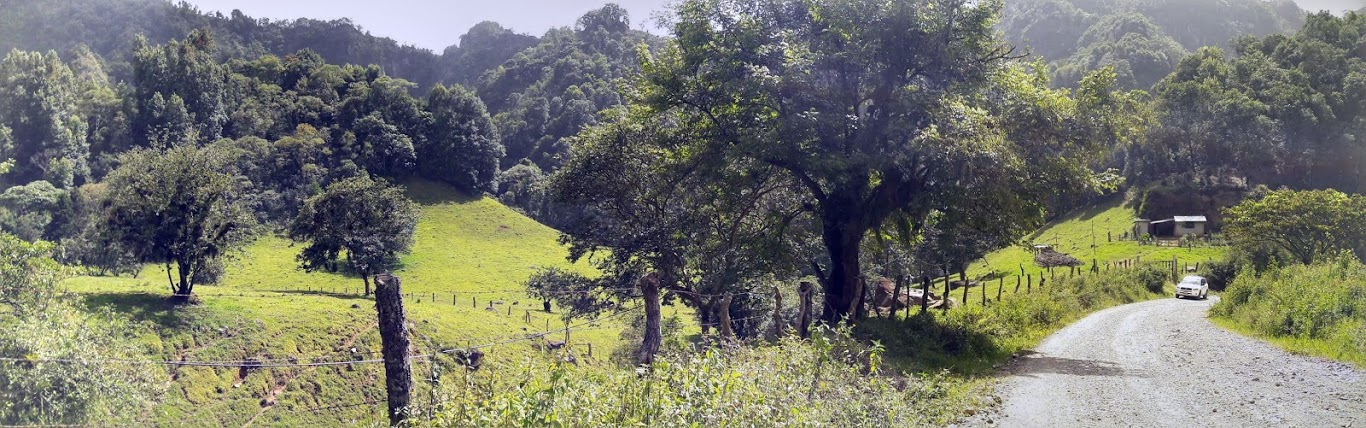
Panorámica de un camino rural en Huatusco

### Relieve
Huatusco se localiza en las estribaciones de la Sierra madre oriental, debido a esto el municipio presenta una topografía bastante accidentada, observándose elevaciones al sur y al oeste que superan los 1800 m s. n. m. y barrancas considerablemente profundas al este.
Geomorfológicamente, la ciudad de Huatusco se localiza sobre una extensa ladera tendida que se prolonga de poniente a oriente delimitada al sur por un sistema de lomeríos (serranía de Ixpila), al norte por la microcuenca del río Citlalapa y al oeste por el sistema montañoso pertenecientes a la sierra madre oriental llamada también "Sierra alta de Huatusco".
Dentro del territorio municipal existen cerros aislados importantes entre los cuales destacan los siguientes:
- Cerro de Acatepec
- Cerro de Guadalupe
- Cerro de Ocelotepec (único cerro que conserva la vegetación virgen)
- Cerro de Los Tecolotes
- Cerro Colorado
- Cerro de Elotepec
- Serranía de Ixpila

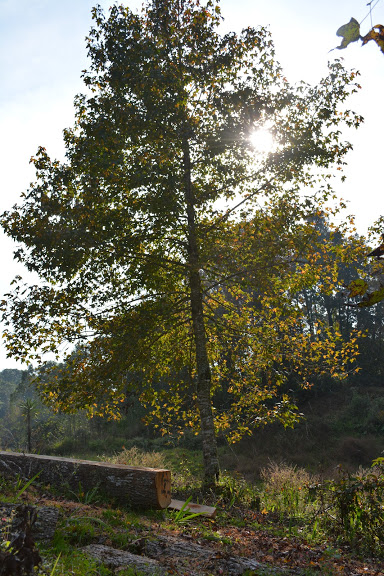
Liquidambar styraciflua u Ocozote un árbol típico del bosque de niebla

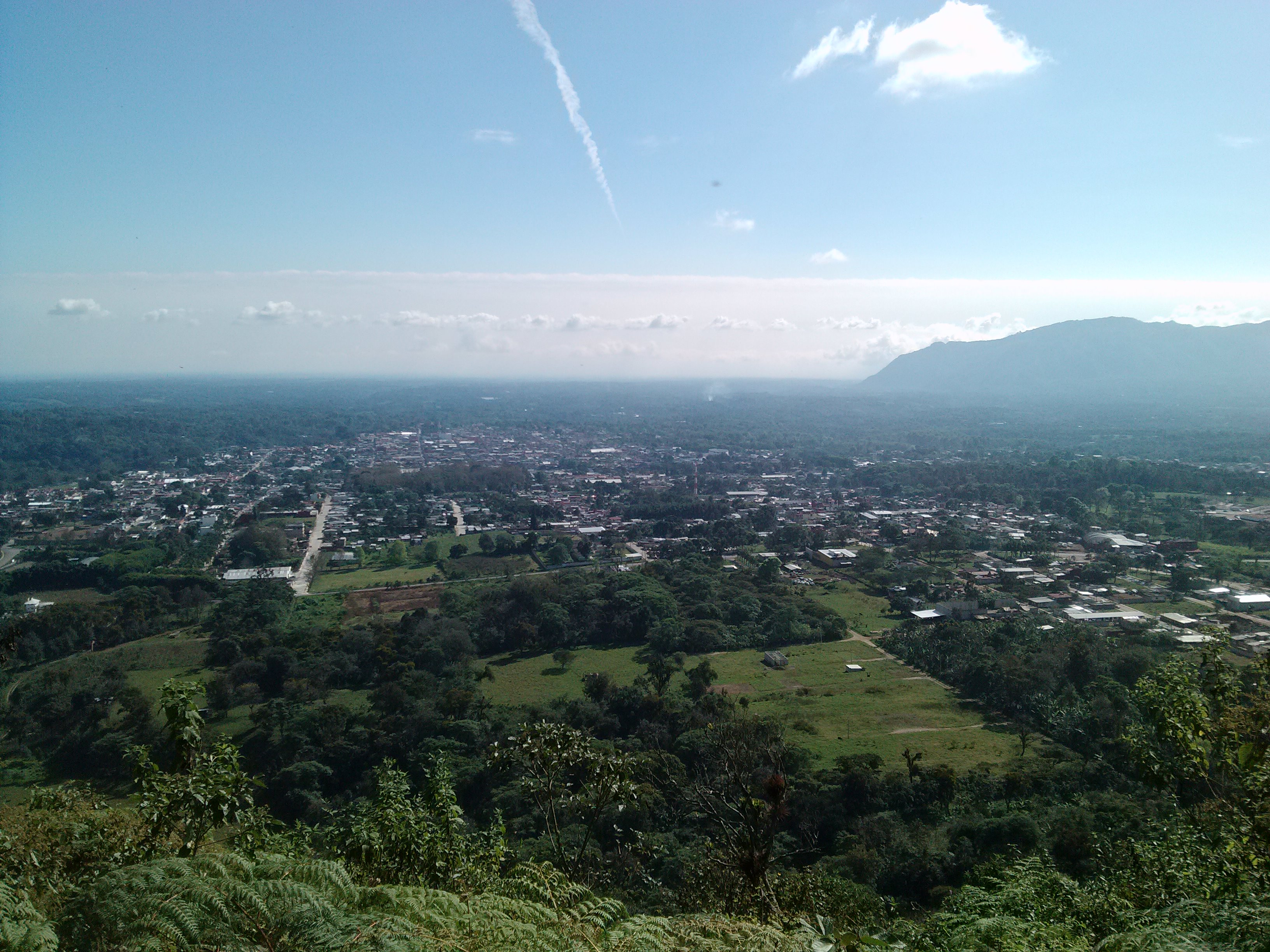
La ciudad de Huatusco, vista desde el cerro de Acatepec.

Por otro lado, en el municipio existen barrancas profundas como la de Chavaxtla al este del municipio y al oeste la barranca de Elotepec que sirve además como frontera natural entre Huatusco (Veracruz) y Chichiquila (Puebla).

### Flora
El municipio de Huatusco se caracteriza por poseer "Bosque Mesófilo de Montaña" en su parte media y alta, este tipo de Bosque, (también denominado "Bosque de Niebla") es un tipo de bosque único a nivel mundial por su megadiversidad, su composición florística es 
una mezcla de especies de bosques templados, donde pueden convivir pinos y encinos con especies de bosques tropicales húmedos de tierras bajas. Este bosque es reconocido como uno de los principales centros de endemismo de México, donde se encuentran varios tipos de Encinos, Ixpepes (Trema micranthum), ocozotes, hayas (platanus mexicana), olmos, nogales, orquídeas, helechos y musgos. 
El bosque mesófilo de montaña se destaca por los servicios ambientales que suministra como son la captación de agua, por la presencia de nubes y Neblina, su contribución al ciclo hidrológico, por proporcionar oxígeno y por la abundancia de las aves, además de que la vegetación protege de la erosión al suelo. En México este tipo de Bosque, representa apenas el 1% de la superficie del país.
La parte baja del municipio, se caracteriza por poseer vegetación secundaria y selva.

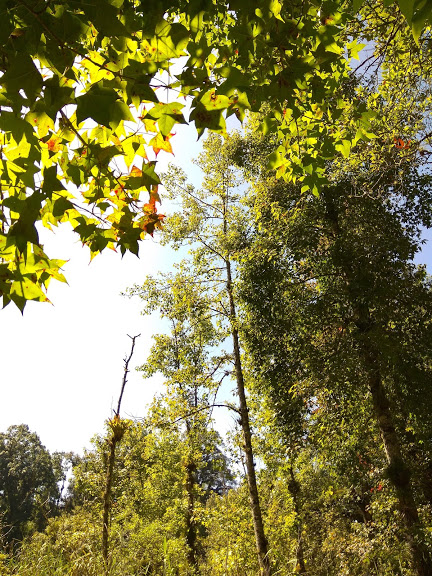
El bosque mesofilo en el que se encuentra Huatusco solo ocupa el 1% del territorio nacional

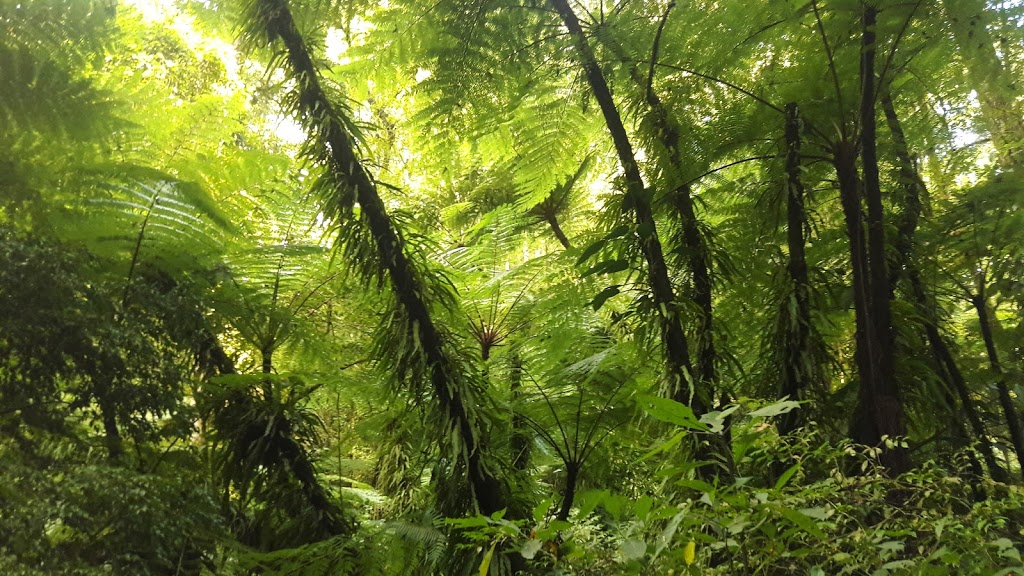
Cyatheaceae o Helechos arborescentes es una especie endémica de la región

### Fauna
En la actualidad existe una fauna compuesta por poblaciones de mamíferos silvestres como: conejos, ardillas, armadillos, mapaches, tlacuaches, zorros tuzas y tejones. Aves como: codorniz, tordos, gavilán, golondrinas; y reptiles como coralillos, nauyacas o palancas (palancas o palancacoatl = víbora que pudre la carne - debido a su veneno necrosante que destruye los tejidos su nombre científico es Bothrops  asper).

### Demografía
El municipio de Huatusco cuenta con una población -según el Censo de Población y Vivienda 2020 del INEGI- de 59,920 personas, las cuales 47.7% son hombres y 52.3% son mujeres. Tiene una densidad de población de 295.3 hab/km²
Principales Localidades
| Localidad                | Población |
| ------------------------ | --------- |
| Huatusco de Chicuéllar   | PENDIENTE |
| Elotepec                 | PENDIENTE |
| Tlamatoca                | PENDIENTE |
| Ixpila                   | PENDIENTE |
| Chavaxtla                | PENDIENTE |
| Sabanas                  | PENDIENTE |
| Resto de las localidades | PENDIENTE |

## Himno a Huatusco
Fue compuesto por el profesor de origen michoacano Adalberto Moreno, el 24 de febrero de 1975.
Huatusco tierra lozana
bellísima y sin igual
tu alma veracruzana
es sueño primaveral.
Ausente con fe te busco
al eco de honda quietud;
y te hallo lindo Huatusco
rimando tu excelsitud.
Trabajo, paz y progreso
hacia ellos has de marchar;
y deber ir sin tropiezo
camino del bienestar.
Huatusco tierra lozana
bellísima y sin igual;
tu alma veracruzana
es sueño primaveral.
Chicuéllar sin que te asombre
fue orgullo de tu solar;
engrandeció con tu nombre
la tierra, el cielo y el mar.
Tus hijos sabrán honrarte
con energía y altivez;
y así será el baluarte
de tu gloria y santa prez.
Huatusco tierra lozana
bellísima y sin igual; 
tu alma veracruzana
es sueño primaveral.

## Fiestas y tradiciones
Huatusco es una ciudad rica en cultura, tradiciones y fiestas. A finales de abril y principios de mayo se celebra el carnaval de Huatusco, una fiesta alegre en la que participa la ciudadanía, también en este mes se llevan a cabo las festividades en honor a la Santa Cruz. Su fiesta patronal es el 13 de junio Día de San Antonio de Padua. En el mes de noviembre se celebra el Xantolo, una importante festividad de día de muertos, en este mes se celebra además a Santa Cecilia, patrona de los músicos. Del 1° al 12 de diciembre se llevan a cabo las fiestas de barrio, misas y peregrinaciones en honor a la Virgen de Guadalupe, la cual es visitada por miles de católicos de todas partes en su santuario a las afueras de la ciudad y localizado en lo alto del cerro que lleva su nombre, sobre su cima existe una pequeña capilla y una monumental imagen de la virgen de Guadalupe de 30 metros, la más alta de Veracruz y una de las más grandes de México.

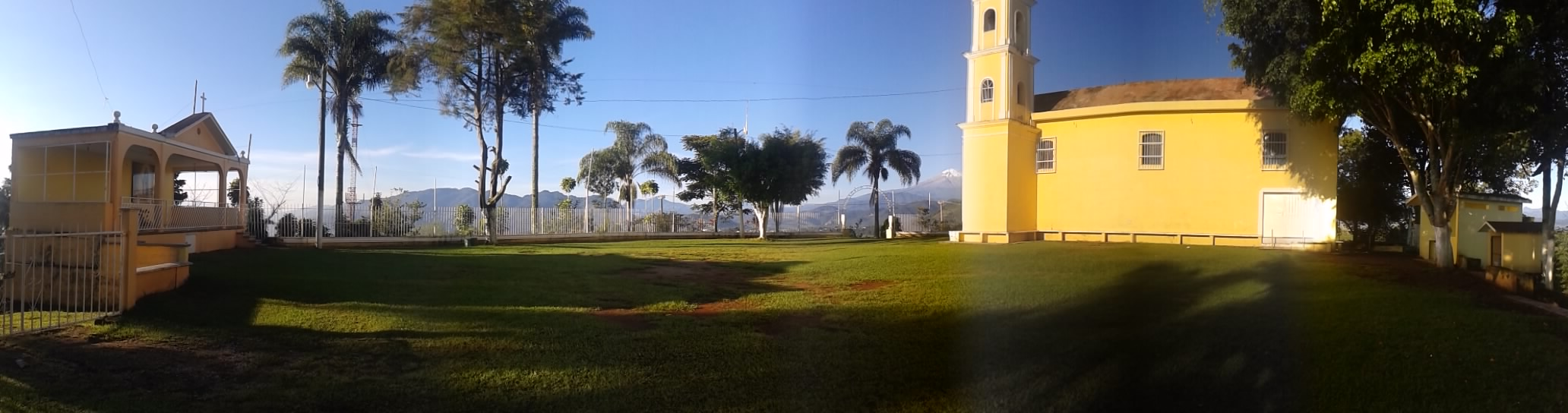
Atrio en el cerro de Guadalupe, al fondo el pico de Orizaba

## Gastronomía
Rica en hierbas y flores de la región, la gastronomía huatusqueña es una de las más representativas en el estado de Veracruz. Rica, variada y exótica, esta comida prehispánica, ha formado parte del gran acervo cultural e histórico de los huatusqueños generación, tras generación. 

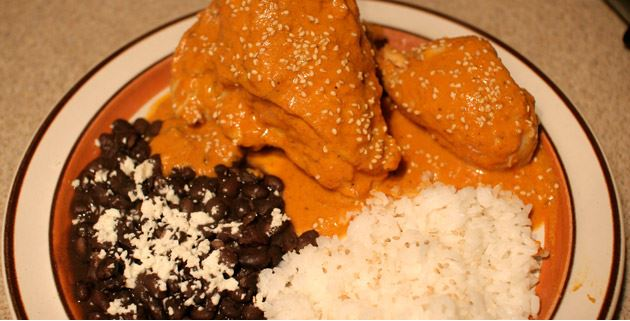
El tlatonile platillo típico huatusqueño

El tlatonile es un tipo de mole hecho a base de sésamo o pipían, chile ancho, chile comapeño y pollo, forma parte del guiso más famoso de Huatusco. Por su sabor y su antigüedad (se tiene registro que se comía desde hace 600 años) es considerado como  "patrimonio intangible de los huatusqueños". 
El tlatonile de los vocablos náhuatl "tlatoani" y "molli". 
Tlatoani significa rey, príncipe, gobernante o emperador, mientras que molli o mulli, se traducen como salsa o guiso. La historia de este emblemático platillo huatusqueño, tiene sus orígenes en los ritos y costumbres aztecas y es el siguiente:
"Habiendo llegado la novia a la casa del novio, luego ponían a los dos juntos al hogar, la mujer a la mano izquierda del varón... la suegra salía para dar dones a su nuera; la vestía un huipilli y ponía a los pies un cueitl....la suegra del novio daba a su yerno una manta anudada sobre el hombro y poníale un maxtle junto a sus pies. Después de eso, las casamenteras ataban la manta del novio con el huipilli de la novia, la suegra de la novia iba y lavaba la boca de su nuera y ponía tamales en un plato de madera junto a ella y también un plato de molli que se llamaba tlatonilli, luego le daba de comer a la novia cuatro bocados y luego al novio que era lo primero que comían". En palabras resumidas de Fray Bernardino de Sahagún el tlatonile es "el guiso que la suegra de la recién casada ofrecía durante el ceremonial del matrimonio".
Otro platillo representativo de los huatusqueños y que se acompaña con el tlatonile son los tamales de cozamalo, los cuales son tamales redondos, pequeños y delgados hechos con masa de maíz, manteca y sal, envueltos en una hoja de forma alargada (hojas de cozamalo) y que le transfiere al alimento su delicioso sabor y aroma.
Las chicatanas son al igual que el tlatonile, el platillo típico más conocido de los huatusqueños. Las chicatanas son hormigas, que tienen un extraordinario poder nutritivo por su alto contenido en proteínas, donde su preparación básica es en salsa. Esta es una de las recetas más comunes de este suculento platillo. Para su elaboración primero se limpia la chicatana quitándole las patitas, las alas y la cabeza, dejándole el tronco del cuerpo; se lavan y posteriormente se ponen en el comal a dorar a fuego lento y constante movimiento ya que están doradas se muelen las chicatanas en molcajete, consecutivamente se asan los chiles una vez que estén listos los juntas en el molcajete con las chicatanas y un diente de ajo pelado y sal al gusto. Otra forma de comer son tostadas y con las chicatanas se pueden hacer desde tamales, carne de cerdo en salsa de chicatanas, hasta nieves elaboradas con este singular insecto. Las chicatanas son consideradas un alimento exótico y afrodisíaco, su costo a mediados de año en los mercados huatusqueños llega a sobre pasar los $400 pesos por kilogramo. Las chicatanas son el platillo preferido por turistas extranjeros que visitan Huatusco y es tal la fama que tiene este insecto en el municipio, que los huatusqueños también se les conoce como "chicataneros". 
Otros platillo huatusqueño es la sopa de flor de calabaza la cual consiste en una mezcla de flor de calabaza, chile poblano, queso, epazote y tortilla frita, entre otros ingredientes. Los tepejilotes capeados también forman parte de la mesa huatusqueña, los cuales se preparan capeados y con ingredientes como jitomates, ajo, cebolla, orégano, consomé en polvo, huevo y harina, siendo uno de los platillos menos sofisticados pero no por ello menos importantes de la gastronomía propia de la ciudad. 
Para finalizar, Huatusco es una de las regiones con mayor tradición cafetalera del país, esto debido a la calidad y exquisito sabor que logran sus condiciones climáticas y de altitud, es por eso que en su visita, por ningún motivo debe olvidar tomar el delicioso café huatusqueño, uno de los más famosos y sabrosos de Veracruz y del país.

## Monumentos Históricos
- Parroquia de San Antonio de Padua

La parroquia de San Antonio de Padua se localiza en el centro de la ciudad de Huatusco, tiene una altura aproximada de 35 metros de alto por 25 metros de ancho y 70 metros de largo, posee dos torres, un atrio, estacionamiento, un sótano en donde existen salones para eventos religiosos, cuartos y la oficina parroquial. El templo cuenta con 2 niveles y el piso interior está recubierto de mármol importado de Italia, tiene una entrada principal, dos entradas laterales y un cupo aproximado para 3500 personas. La superficie total del templo es de aproximadamente 5000m². La parroquia de San Antonio de Padua, es el templo católico más alto de Veracruz y uno de los más grandes del país.
La Construcción del Templo

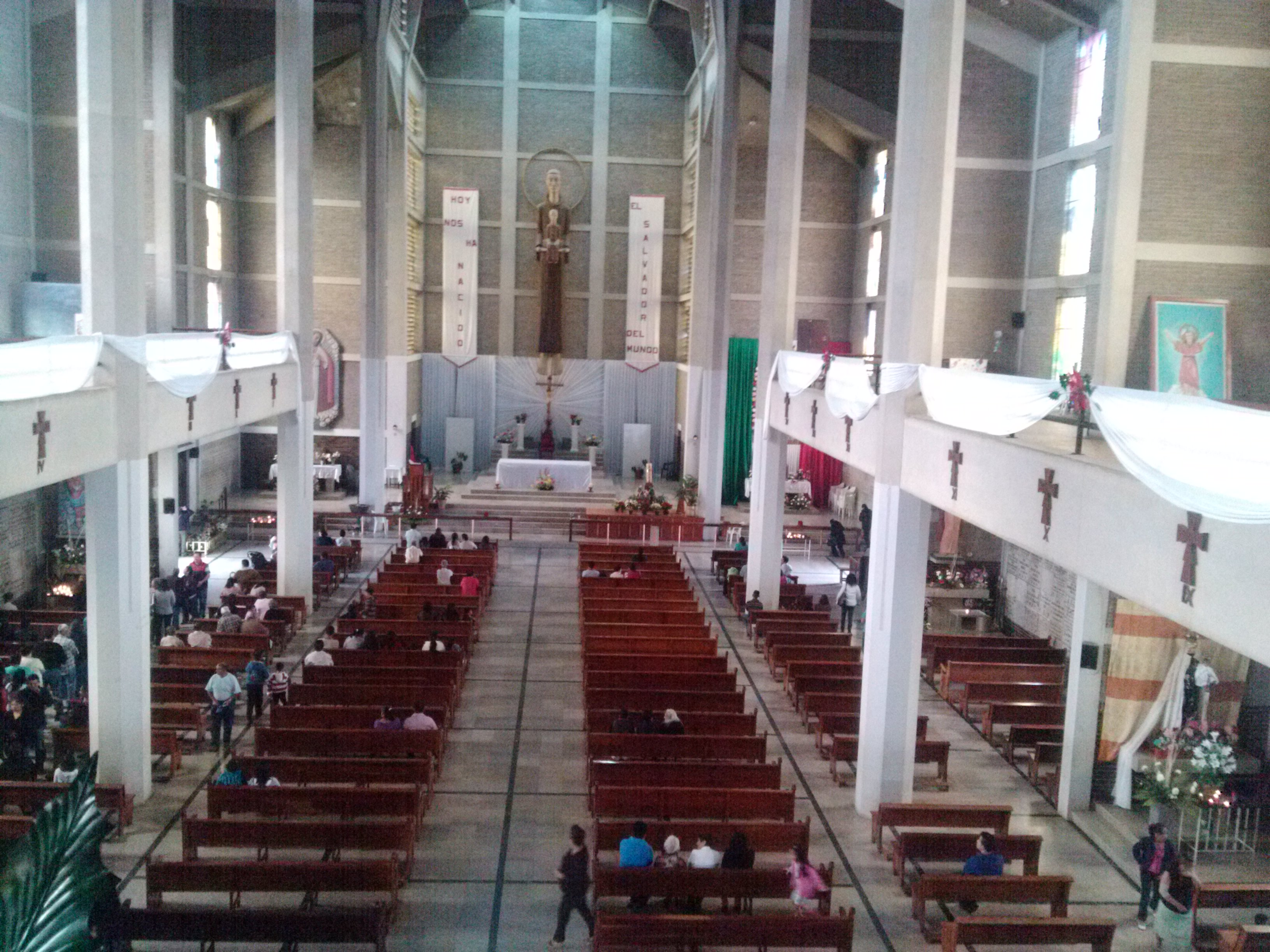
Interior del Templo de San Antonio

El cura Enrique S. Trejo y Domínguez convocó a los vecinos distinguidos de la localidad, así como a las asociaciones católicas, con el fin de informarles de la necesidades de construir un nuevo templo. Ingenieros de la época habían revisado las paredes del templo y determinaron que había que derrumbarlas en su totalidad y que, con el permiso de la mitra, se lanzara una convocatoria para que concursaran varios arquitectos.
Entre quienes presentaron proyectos para el templo se encontraba el arquitecto José Villagrán García que había sido invitado por la familia de la señorita Salustia Ruíz Bello. El plano presentado era, para su época modernista, lo que causó un enorme revuelo entre los feligreses de la parroquia. La maqueta de este fue aprobada por las autoridades de la iglesia. Se procedió a demoler el viejo templo. El peso de este proyecto recayó en el cura Enrique Trejo y Domínguez.

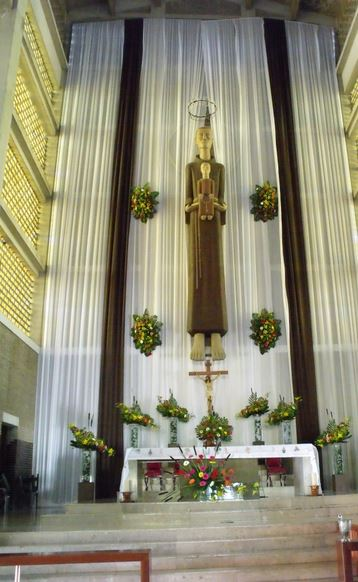
Escultura de San Antonio de Padua con 9 metros de alto

El 13 de junio de 1940 se colocó la primera piedra; la construcción duró 42 años, de manera continúa, con cooperaciones y donativos de los vecinos de esta ciudad y de lugares circunvecinos. A fin de recabar fondos se estableció que el 13 de junio de cada año fuera el día de la gallina o su equivalente, como una aportación extra para la construcción del templo. Con el paso de los años, esta aportación desapareció y surgieron las loterías, las ventas de comida, las fiestas de barrios en los días procedentes al 12 de diciembre y las posadas con procesión en cada barrio.

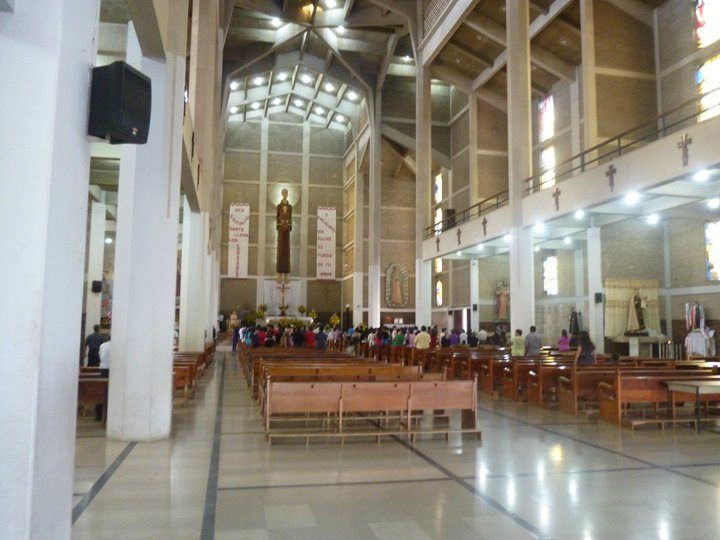
Interior de la parroquia de San Antonio de Padua

En los primeros años de la construcción del templo no existía una quebradora de piedra, siendo necesaria grava de 7 cm; la cual se obtuvo con auxilio de un marro, durante 7 años, lapso en el que la mano de obra se pagó por metro cúbico o por faena, a fin de realizar esta hazaña. La varilla y el cemento se trajeron de la Ciudad de México por ferrocarril a la estación de Camarón de Veracruz y desde este lugar se acarreó el material hasta la carretera Fortín–Huatusco.
Durante los años de la construcción siempre estuvo supervisada por el arquitecto Villagran García. El iniciador e impulsor de la construcción del templo, el señor cura don Enrique S Trejo y Domínguez no llegó a verla totalmente terminada, pues falleció el 21 de noviembre de 1973. Continuando con los trabajos el señor cura don Luis Palomo, cuando el templo aún estaba inconcluso, faltaba el segundo piso y el coro.
La imagen de San Antonio elevándose es obra del escultor de origen alemán Herbert Hofmann Ysenburg. El artista realizó con maestría y devoción la escultura de nueve metros de altura, hoy por hoy son reconocidas en el mundo entero como una joya del arte moderno las piezas de Hofmann.
Los retablos son del escultor Luis Ortiz Monasterio, estos son: Virgen de Guadalupe (65 cm), Espíritu Santo (66 cm) y Sagrado Corazón (70 cm). Los doce vitrales son obra de la diseñadora Kitzia Hofmann. 
- Teatro Solleiro

Teatro del "Porfiriato". Su construcción comenzó en el año de 1882 por órdenes del alcalde municipal Prudencio Solleiro, avecindado huatusqueño de origen español, el cual siempre había anhelado la construcción de un teatro idéntico al que se encontraba en su ciudad natal, el Puerto de Vigo, España. Su inauguración fue el 1 de enero de 1890 y el arquitecto encargado de su edificación fue el Arq. José Apolonio Téllez Girón.

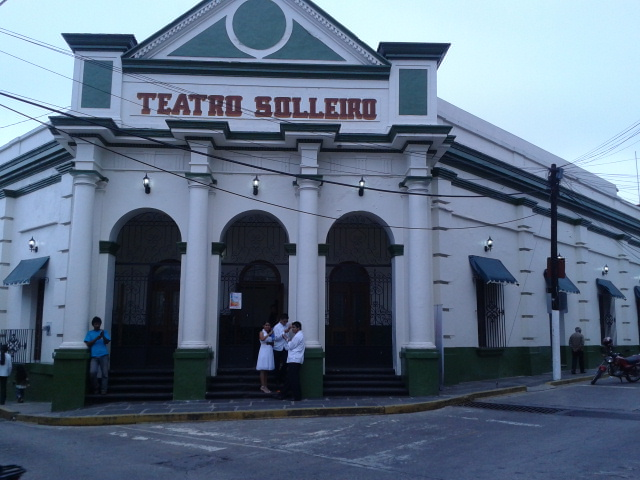
Teatro Solleiro

El Teatro Solleiro posee una superficie de 875.76 m² y por sus pasillos desfilaron figuras de la talla de Esperanza Iris, Virginia Fábregas, Agustín Lara, los cómicos Jesús Martínez «Palillo» y Joaquín Pardavé, María Conesa, Fernando Soler y sus hermanos, conocidos como los hermanos Soler, Lupe Inclán, Chequelo Vázquez, Eugenio Luna y Dagoberto Gullaumin.
- Templo de Santa Cecilia

El templo de Santa Cecilia se localiza en el centro de la ciudad de Huatusco, es un templo construido por los españoles que al llegar a estas tierras terminaron por evangelizar a los antiguos pobladores inculcándoles la religión católica. El templo - el cual por diferentes causas no se terminó en su totalidad - fue edificado sobre un antiguo Teocalli azteca. Sus muros de aproximadamente 15 metros de alto por 50 cm de ancho están hechos a base de rocas, lajas basálticas y en algunas partes de ladrillos. Al frente en su costado izquierdo, se erige una monumental torre de 30 metros de alto, la construcción de dicha torre comenzó en el año de 1880 a cargo del ingeniero de ascendencia italiana Felipe Spota. La torre de estilo europeo y diseñada a partir de modelos de torres de la ciudad de Venecia en Italia se terminó de construir en 1898, en su parte superior posee un reloj manual traído de Suiza el cual comenzó a funcionar el 1 de enero de 1900. La Torre de Santa Cecilia forma parte del patrimonio histórico-cultural e icono de identidad para todos los huatusqueños.

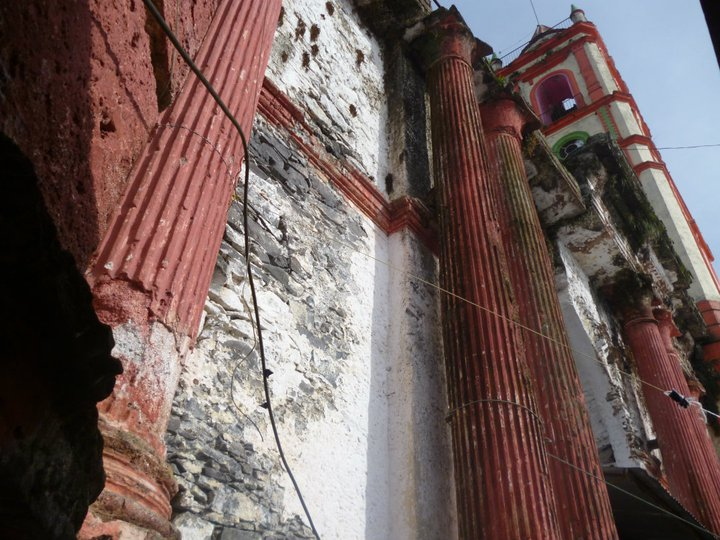
Frente del Templo de Santa Cecilia y la torre.

Como un dato complementario, en el interior del templo de Santa Cecilia se encuentra resguardado un Teponaxtli (instrumento musical antiguo hecho a base de madera), cuenta la leyenda, que fue entregado por Santa Cecilia a una indígena azteca quien le pidió que en su honor se edificara un templo el cual defendería y cuidaría de los maleficios del demonio.
- Palacio Municipal

La construcción de lo que ahora es el edificio que alberga el cabildo huatusqueño, comenzó en el año de 1828 por oórdenes del señor Alberto Pesado, era una casa particular que años después fue adquirida por el ayuntamiento de Huatusco. El edificio ha tenido varias modificaciones como lo es la destrucción de varias columnas y una fuente ubicadas en el interior, para la creación del reclusorio municipal en el año de 1973, así como la remodelación y ampliación del inmueble anexándole un segundo piso. 

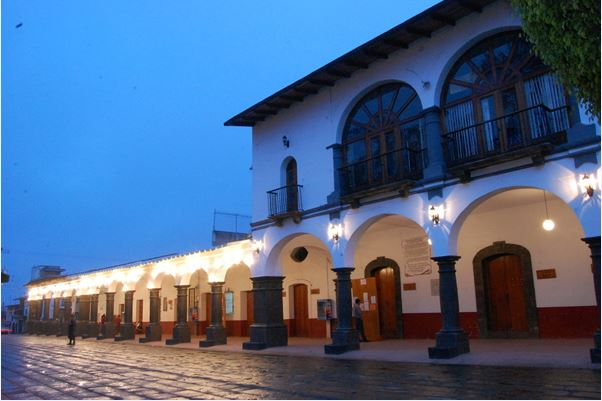
Antiguo palacio municipal de Huatusco

El palacio municipal sufrió severos daños cuando un terremoto en 1937 semidestruyó parte del edificio, y en el año de 1939 se incendió. Actualmente se encuentra en funcionamiento y aún no se han terminado las obras de ampliación y remodelación en la parte trasera.

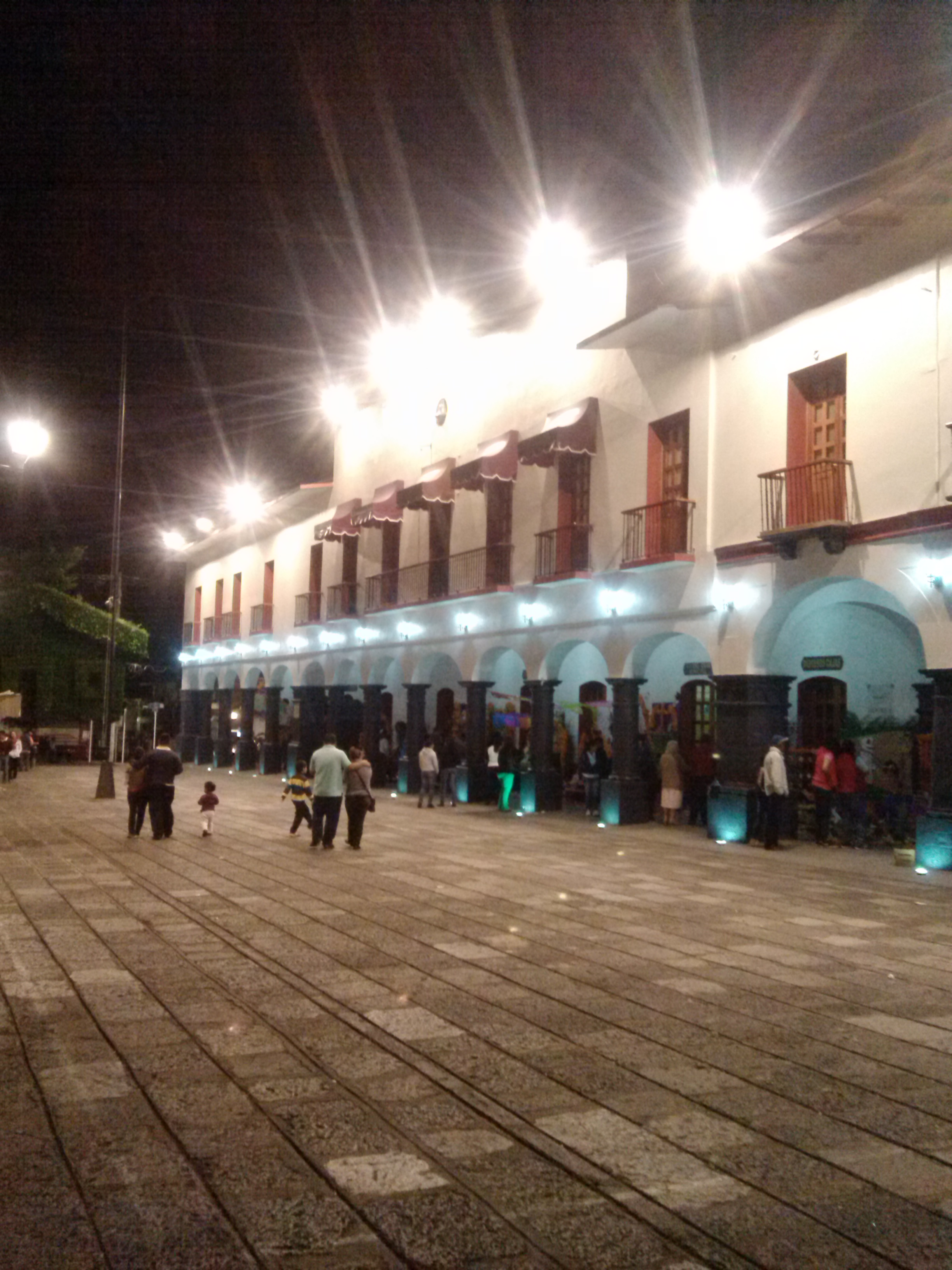
Actual Palacio municipal de Huatusco

Otros monumentos históricos importantes son:
- Capilla del Tepeyac (XIX)
- Capilla de la Santísima Trinidad
- Panteón Municipal (1896)
- Casa de Los Leones
- Chalet Landa 1 y 2

∆

## Sitios Naturales de Interés
Dentro de la Ciudad
- Alameda "Agustín Chicuellar"

Es un paseo público, cuya construcción finalizó el 16 de septiembre de 1904, se encuentra al oeste de la ciudad y posee una superficie de 40,408 m². En su interior se encuentra una cancha de fútbol y una pista de atletismo, canchas de basquetbol y fútbol rápido, juegos infantiles, y extensas jardineras. Es un área natural importante para el municipio ya que cuenta con un sinnúmero de especies arbóreas. Es idóneo para dar un paseo o simplemente sentarse en una de sus muchas bancas y disfrutar de la tranquilidad del lugar.
- Parque Ignacio Zaragoza

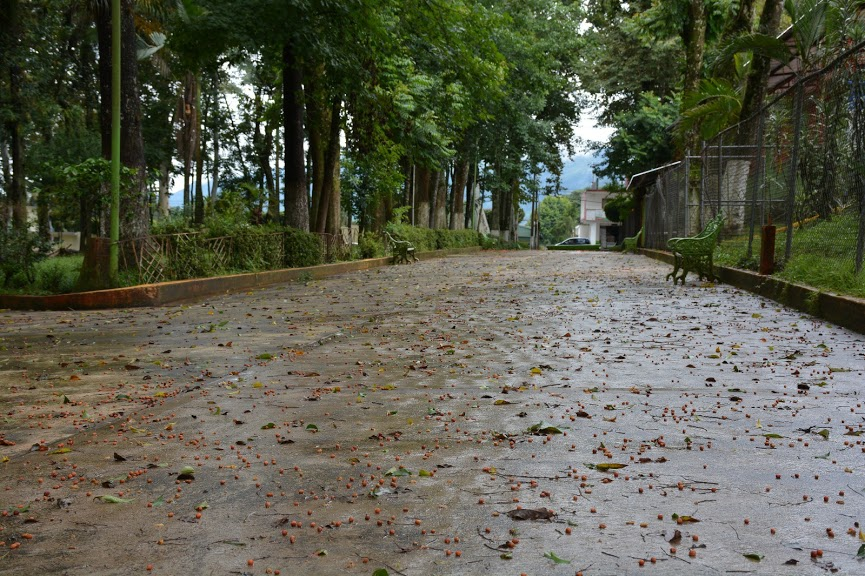
La Alameda Agustín Chicuellar con sus imponentes álamos centenarios

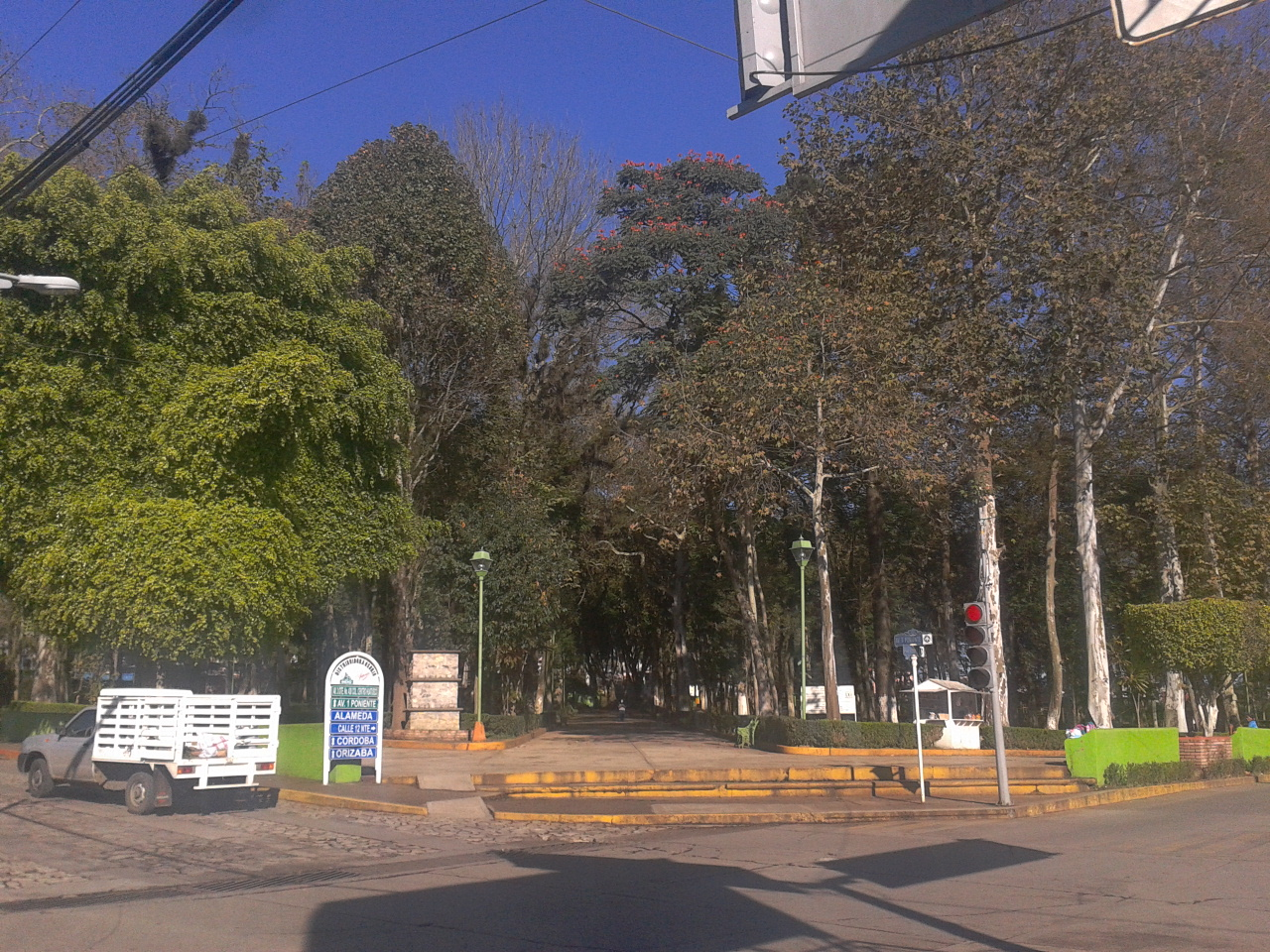
Alameda Agustín Chicuellar

Ubicado en el centro de la ciudad, su construcción comenzó en el año de 1880 por órdenes del jefe político del cantón Fernando Merino y el alcalde municipal, en ese entonces Jesús Paéz Vela e inaugurado 18 años después en septiembre de 1898. Cuenta con un kiosco, bancas y jardineras con árboles como palmeras, ficus y variadas plantas de ornato. Posee una superficie de aproximadamente 3,690 m². Es el parque principal y plaza de armas de la ciudad de Huatusco. Por su estilo francés, fue considerado uno de los parques más bellos del estado de Veracruz. Como dato importante, existe una loza de basalto con la siguiente leyenda: "Los abnegados hijos de Huatusco y los amantes de su cultura dieron cima a esta importante mejora. 1898."
Fuera de la Ciudad
- Cerro de Guadalupe

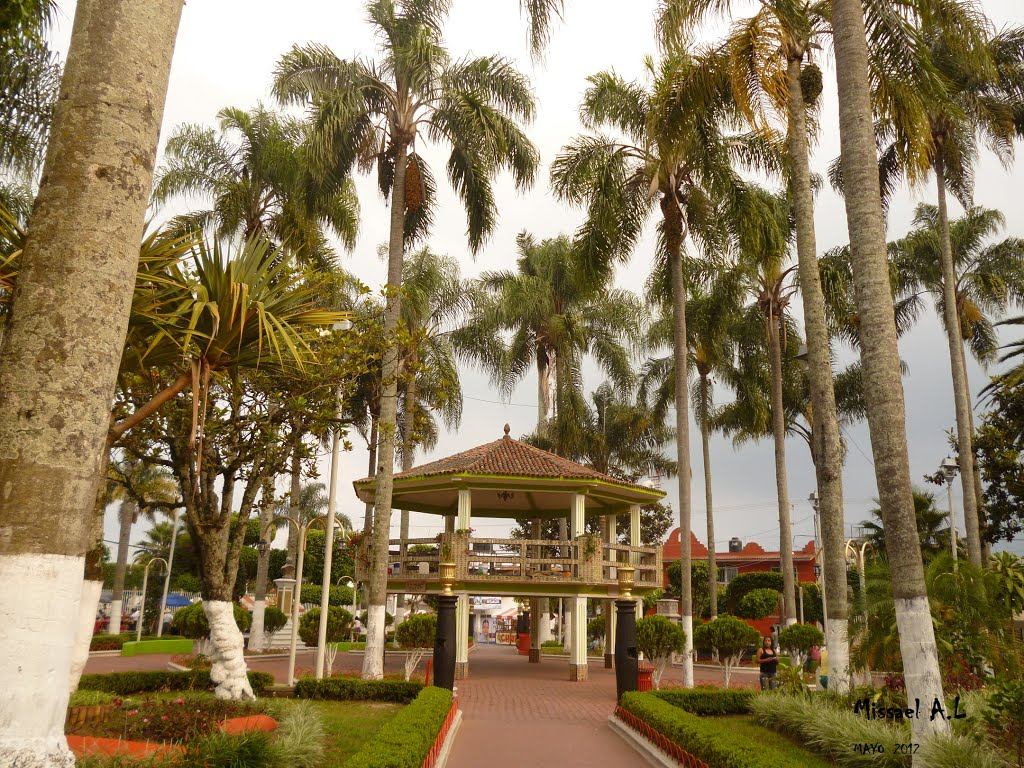
Parque Ignacio Zaragoza

Localizado al norte de la ciudad, este cerro de aproximadamente 300 metros de altura posee en su cima una capilla en honor a la virgen de Guadalupe, y una efigie monumental de 30 metros de alto de la virgen, la más alta de México. Desde la cima se puede apreciar toda la ciudad y sus alrededores, es el lugar idóneo para salir del ruido de la ciudad y entrar en contacto con la naturaleza. Para llegar a la cima, se sube a pie o en automóvil. Se localiza a 30 minutos del centro de la ciudad.
- Cerro de Acatepec

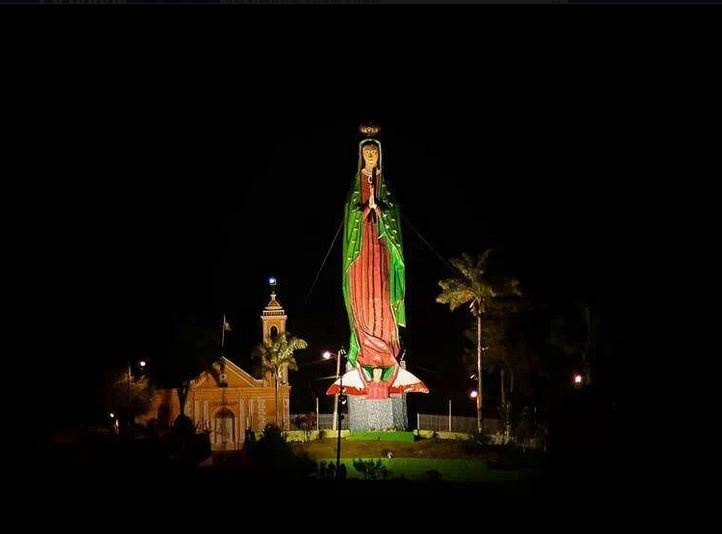
Monumental virgen de Guadalupe, en lo alto del cerro.

Antiguo volcán monogenético extinto, localizado a 30 minutos del centro de la ciudad y al oeste de la misma. Tiene una altura de aproximadamente 350 metros y es considerado un símbolo para la ciudad, debido a las numerosas leyendas y mitos en el que se encuentra envuelto. En sus laderas existen pequeñas grutas aún sin explorar. Desde la cima, se aprecia todo la ciudad, y por las noches despejadas se logra observar el puerto de Veracruz. Para llegar a la cima, es a pie o en camionetas 4x4 debido a lo escabroso e inclinado del camino. Es un lugar idóneo para descansar y relajarse observando la naturaleza o disfrutar de una larga caminata. 
- Reserva Ecológica "Las Cañadas"

Las Cañadas es un Centro de Agroecología y Permacultura privada, en donde se encuentra una de las últimas islas del bosque mesófilo de montaña o bosque de niebla de la zona central de Veracruz. Construido en los años 90, actualmente se realizan en el actividades de ecoturismo y educación ambiental tanto para escuelas como para habitantes locales y turistas nacionales y extranjeros. En lo que se refiere al "ecoturismo" se pueden realizar diferentes actividades como las caminatas, observación de aves, ciclismo de montaña, rutas a caballo, baño de temazcal, talleres de elaboración de quesos, herbolaria, alfarería etc. Todo esto en un área aproximada de 306 hectáreas. La reserva se localiza a tan solo 15 minutos de la ciudad y se llega en automóvil.
- El Boquerón y el Sótano

Localizados en la localidad de Capulapa estas bellezas naturales se localizan a 30 min. del centro de la ciudad. El Boquerón es una cavidad de roca caliza en donde las aguas del río Jamapa se sumergen y desaparecen para luego salir varios kilómetros al sur, en el municipio de Atoyac. El Sótano, por su parte, es una enorme cavidad geológica constituida mayoritariamente de roca calcárea, la entrada posee aproximadamente 20 metros de alto. Ambos se encuentran inmersos entre la vegetación de bosque mesófilo y son lugares idóneos para practicar el ecoturismo y deportes como la caminata, la espeleología, escalada y rapel. El primer viernes de marzo, en el Sótano, se realiza el Xochitlalli, un ritual indígena que se realiza en cuevas como una forma de agradecer a la madre naturaleza todo lo que ha brindado a los seres vivos. 

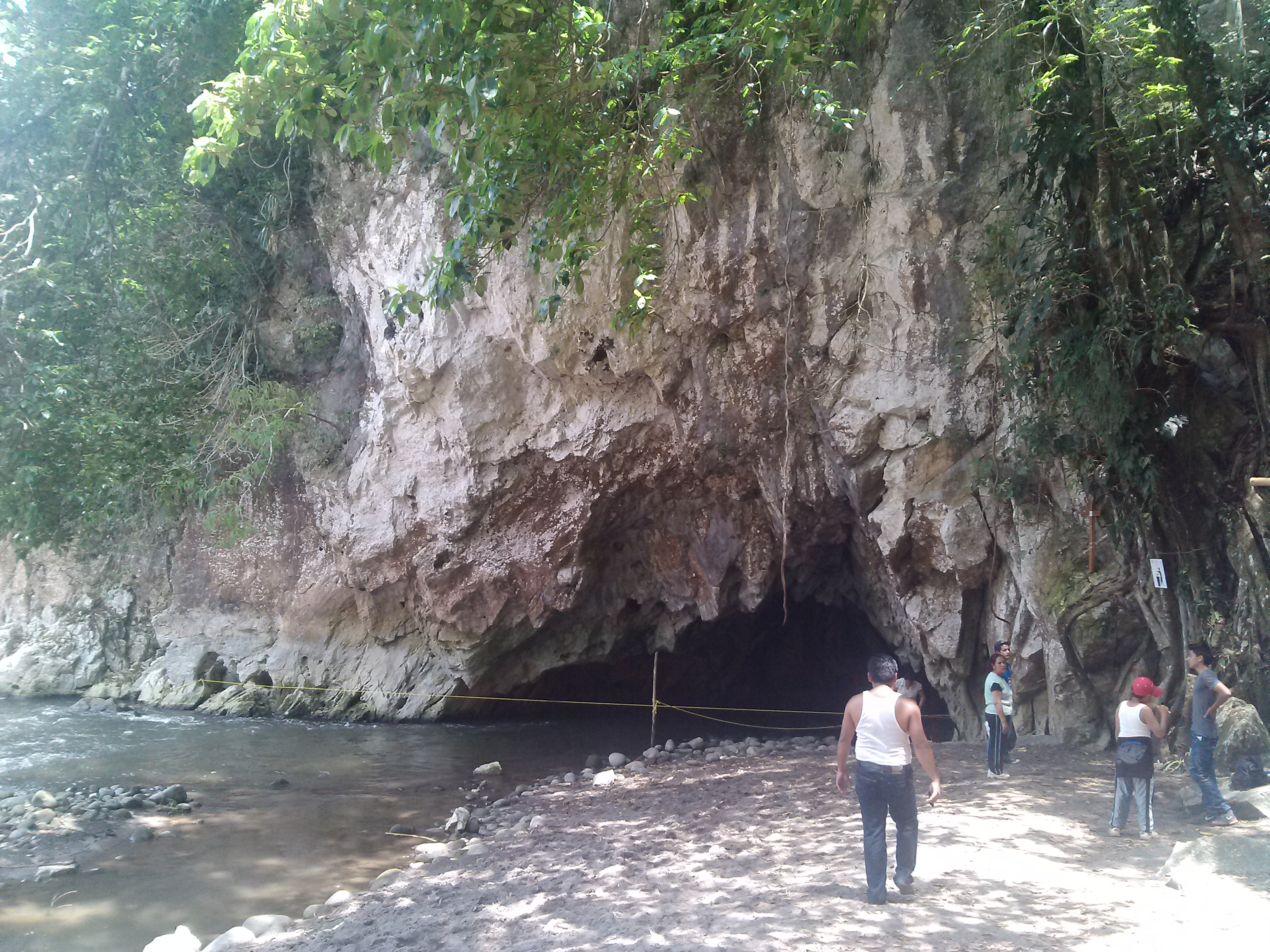
Vista del Boquerón, sobre el río Jamapa. En los límites entre Huatusco y Tepatlaxco

A partir de diciembre del año 2013, mediante un concurso por parte de la televisora mexicana TV Azteca y la secretaría de turismo del estado de Veracruz, El Boquerón y el Sótano de Capulapa, fueron elegidas como unas, de las "20 Bellezas de Veracruz con orgullo jarocho", por representar mejor la belleza natural y paisajista del municipio y la región de las Altas Montañas en el centro de Veracruz.
- El jardín de María

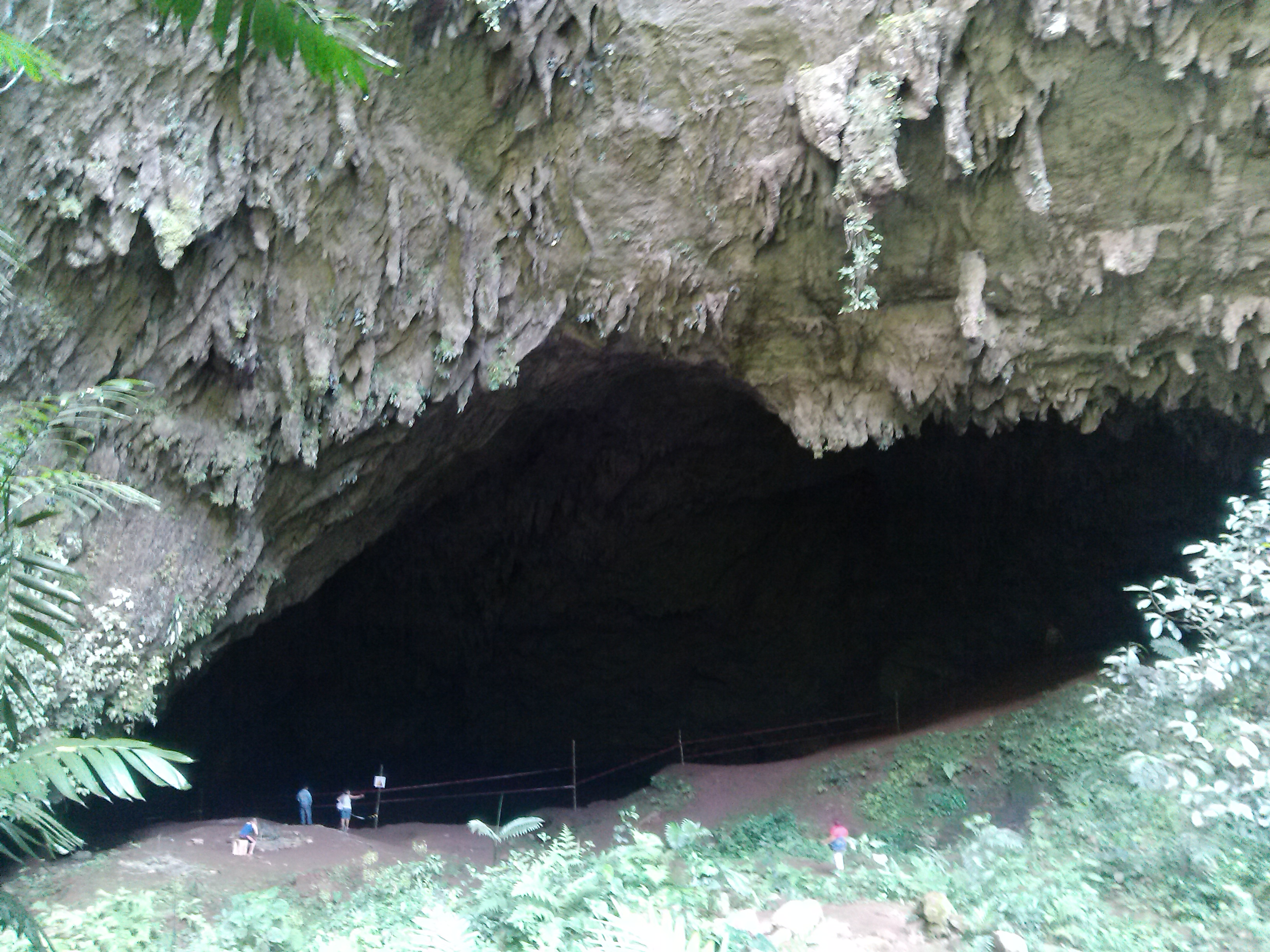
Vista del Sótano, gran cavidad calcárea

Fundado en 1978 luego de que cinco pobladores dijeron haber tenido "visiones marianas", en las que se les solicitaba abrir una casa de oración. El jardín de María se localiza en la localidad de Tenejapa, a tan solo 15 minutos del centro de la ciudad de Huatusco, a dos horas aproximadamente de las ciudades de Veracruz y de Jalapa, en el km. 3 de la carretera Huatusco - Fortín;.En el lugar se encuentra una capilla en honor a la virgen y extensas áreas ajardinadas, propias para el esparcimiento y recreación familiar.

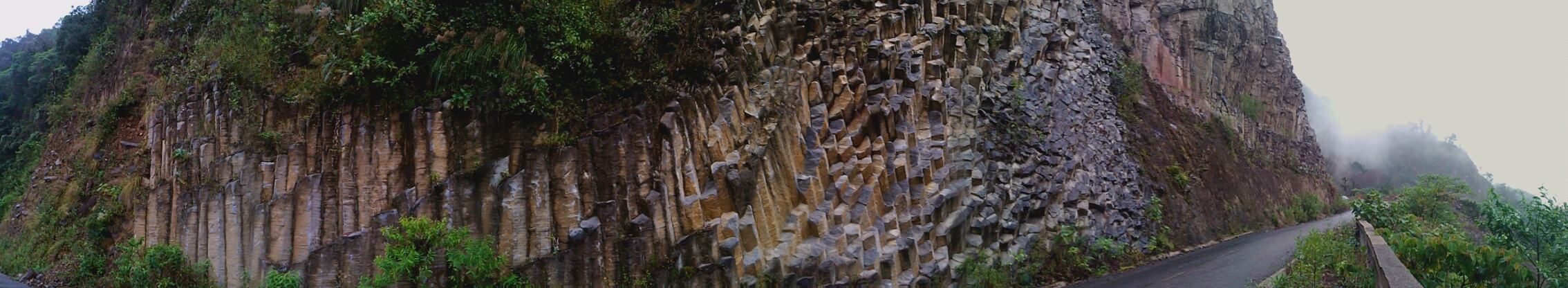
Columnas Basálticas localizadas en la barranca de Chichiquila

Otros sitios naturales de interés son:
- La laguna de Santo Domingo
- Las cascadas de Tenemaxama y Los Tres Chorros
- Ríos Los manantiales y cinco de mayo
- Barrancas y cuevas de Chavaxtla
- Ruta Elotepec-Chichiquila

## Récord Guiness
El  13 de junio del año del 2010, en el marco de las festividades en honor a san Antonio de Padua, en la "Feria del Tlatonile y la Chicatana" Huatusco rompió el récord Guiness con la cazuela de tlatonile más grande del mundo. Cabe destacar que para la elaboración de este, el platillo típico de los huatusqueños, se necesitaron varias toneladas de la pasta de tlatonile, 5 mil piezas de pollo, un "tortimovil" que produjo mil 200 kilos de tortilla, así como 150 garrafones de agua purificada para elaborar agua de horchata y de Jamaica. Es así como el municipio se encuentra inscrito en el libro de récord más importante del mundo.
Actualmente la cazuela se encuentra exhibida en el museo municipal.

## Personajes Ilustres de Huatusco
- Guillermo Ranzahuer González obispo de San Andrés Tuxtla
- Jorge López Páez
- Eduardo Rivera